# قاتلان ماه گل: کشتار مردم اوسیج و تولد اف‌بی‌آی
قاتلان ماه گل: کشتار مردم اوسیج و تولد اف‌بی‌آی (انگلیسی: Killers of the Flower Moon) کتاب غیرداستانی چاپ ۲۰۱۷ اثر روزنامه‌نگار آمریکایی دیوید گرن است که دربارهٔ قتل‌های سرخپوستان اوسیج نوشته شد. مجلهٔ تایم این کتاب را یکی از ۱۰ اثر غیرداستانی برتر در سال ۲۰۱۷ رتبه‌بندی کرد.
اقتباس سینمایی از این کتاب به کارگردانی مارتین اسکورسیزی در سال ۲۰۲۳ منتشر شد.